# Phoeniostacta haematobasis
Phoeniostacta haematobasis là một loài bướm đêm thuộc phân họ Arctiinae, họ Erebidae.